# Voyelle mi-ouverte
 (décembre 2024).
Si vous disposez d'ouvrages ou d'articles de référence ou si vous connaissez des sites web de qualité traitant du thème abordé ici, merci de compléter l'article en donnant les références utiles à sa vérifiabilité et en les liant à la section « Notes et références ».
Une voyelle mi-ouverte ou moyenne inférieure est un son de type voyelle employé dans certaines langues parlées. Elle est caractérisée par une position de la langue aux deux-tiers du chemin entre une voyelle ouverte et une voyelle moyenne.
Les voyelles mi-ouverte identifiées par l'Alphabet phonétique international  sont les suivantes :
- Voyelle mi-ouverte antérieure non arrondie [ɛ]
- Voyelle mi-ouverte antérieure arrondie [œ]
- Voyelle mi-ouverte centrale non arrondie [ɜ]
- Voyelle mi-ouverte centrale arrondie [ɞ]
- Voyelle mi-ouverte postérieure non arrondie [ʌ]
- Voyelle mi-ouverte postérieure arrondie [ɔ]